# Tổng giáo phận Thành phố Hồ Chí Minh
Tổng giáo phận Thành phố Hồ Chí Minh (tiếng Latinh: Archidioecesis Hochiminhopolitana) còn phổ biến với tên gọi Tổng giáo phận Sài Gòn, là một tổng giáo phận Công giáo ở Việt Nam, thuộc Giáo tỉnh Sài Gòn, được thiết lập vào năm 1960, bởi Sắc chỉ Venerabilium Nostrorum của Giáo hoàng Gioan XXIII.
Hiện nay, địa giới của nó là 95 phường, xã phía tây nam Thành phố Hồ Chí Minh. Nhà thờ chính tòa tổng giáo phận là Nhà thờ Đức Bà Sài Gòn, một vương cung thánh đường với tước hiệu Đức Mẹ Vô Nhiễm Nguyên Tội.
Tổng giáo phận hiện quản lý bởi Tổng giám mục Giuse Nguyễn Năng (từ năm 2019) cùng Giám mục phụ tá Giuse Bùi Công Trác (từ năm 2022).
Năm 2019, Tổng Giáo phận Thành phố Hồ Chí Minh có khoảng 697.244 giáo dân trên 7.844.791 dân cư trên địa bàn (chiếm 8,9%), 988 linh mục, trong đó có 346 linh mục triều và 642 linh mục dòng. Số liệu công bố vào tháng 10 năm 2024 cho biết Tổng giáo phận có khoảng 722.098 người thuộc về 14 giáo hạt và 204 giáo xứ. Về nhân sự, có 965 linh mục (388 triều và 577 dòng) cùng khoảng 7.601 tu sĩ nam nữ (1949 nam và 5652 nữ). Tổng giáo phận là địa bàn có số lượng người Công giáo đông thứ nhì tại Việt Nam, chỉ sau Giáo phận Xuân Lộc.

## Lịch sử

### Bối cảnh Công giáo trong vùng lãnh thổ

Tòa Tổng giám mục Thành phố Hồ Chí Minh ở đường Nguyễn Đình Chiểu, Quận 3.

Lịch sử Công giáo tại Việt Nam ghi nhận rằng, một nhà thừa sai truyền giáo tên là Inêkhu đã đặt chân đến vùng đất Bùi Chu của lãnh thổ Việt Nam vào năm 1533, khi đó là Nhà Lê trung hưng. Tuy nhiên, bên cạnh đó vào năm 1550, cũng có nhà thừa sai thuộc Dòng Đa Minh là linh mục Juan de la Cruz đặt chân đến vùng đất Hà Tiên ngày nay (khi ấy còn thuộc Đế quốc Khmer). Thế kỷ 17 và 18, chúa Nguyễn kiểm soát phần lãnh thổ phía Nam sông Gianh, gọi là Đàng Trong. Từ năm 1641 đến 1645, khi chúa Nguyễn ra chỉ dụ cấm đạo Công giáo thì một số giáo dân từ miền Trung Việt Nam di tản vào miền Nam để lánh nạn và làm ăn sinh sống. Họ hợp thành những cộng đoàn tín hữu Công giáo đầu tiên ở miền Nam, và tập trung quanh khu vực Sài Gòn ngày nay như tại Chợ Quán, Gia Định, Lái Thiêu, Bến Gỗ, và Long Thành. Lưu dân Công giáo từ Huế đã di chuyển vào Sài Gòn từ thập niên 1710. Các linh mục Dòng Phanxicô Tây Ban Nha có mặt trên vùng này từ năm 1723, cụ thể là ở khu vực Chợ Quán, bắt đầu với thừa sai José Garcia.

### Hạt Đại diện Tông tòa Đàng Trong
Năm 1624, nhà thừa sai thuộc Dòng Tên là Alexandre de Rhodes (tên Việt là Đắc Lộ) cũng đến Đàng Trong. Sau khi nỗ lực truyền đạo và quan sát được tình hình, vào năm 1659, ông đã vận động Thánh Bộ Truyền giáo của Tòa Thánh xin Giáo hoàng Alexanđê VII thành lập hai Hạt Đại diện Tông Tòa là Đàng Ngoài và Đàng Trong (vùng đất thành phố Hồ Chí Minh ngày nay được coi là hạt nhân của Giáo phận Đàng Trong rộng lớn lúc đó). Đến năm 1698, Sài Gòn chính thức được thành lập như một đơn vị hành chính thuộc quyền Nhà Nguyễn (Việt Nam) thì vùng đất này thu hút thêm nhiều giáo dân Công giáo đến sinh sống. Sang thế kỷ 18, vùng đất Hạ Đàng Trong (Nam Bộ ngày nay) do các thừa sai Dòng Phan Sinh, Hội Thừa sai Paris, và Dòng Tên đảm trách. Vào giữa thế kỷ này, tổng số giáo dân ở đây khoảng 8.000 người.

### Hạt Đại diện Tông tòa Tây Đàng Trong
Ngày 2 tháng 3 năm 1844, Giáo hoàng Grêgôriô XVI quyết định phân chia hạt Đại diện Tông tòa Đàng Trong thành hai hạt Đại diện Tông tòa mới là: Hạt Đại diện Tông tòa Đông Đàng Trong (với Quy Nhơn làm trung tâm) và Hạt Đại diện Tông tòa Tây Đàng Trong (bao gồm Nam Kỳ Lục tỉnh với Sài Gòn là trung tâm, sáp nhập thêm cả Campuchia vào đó) với khoảng 23.000 giáo dân.
Năm 1850, lãnh thổ Campuchia tách ra khỏi Hạt Đại diện Tông tòa Tây Đàng Trong để thành lập nên Hạt Đại diện Tông tòa Cao Miên. Năm 1868, hai tỉnh Hà Tiên và Châu Đốc sáp nhập vào Hạt Đại diện Tông tòa Cao Miên, địa giới của Hạt Đại diện Tông tòa Tây Đàng Trong chỉ còn bốn tỉnh: Biên Hòa, Gia Định, Định Tường và Vĩnh Long. 12 giáo hạt trong giáo phận là: Đất Đỏ, Tân Triều, Lái Thiêu, Thủ Đức, Thị Nghè, Chợ Lớn, Thủ Ngữ, Xoài Mít, Cái Nhum, Cái Mơm, Bãi San và Đầm Nước.
Khi đã được ổn định, giám mục cai quản thiết lập các cơ sở Công giáo tại giáo phận như: Dòng Mến Thánh Giá Chợ Quán (1852), mời Dòng Thánh Phaolô thành Chatres đến (1860), mời Dòng Cát Minh nữ đến (1861), xây Chủng viện Thánh Giuse Sài Gòn ở vị trí hiện nay, thành lập họ đạo Sài Gòn. Các giám mục kế nhiệm cũng đã mời Dòng La San đến mở trường Công giáo và Colombert (tên Việt: Mỹ) xây dựng nhà thờ chính tòa năm 1877.
Năm 1899, Hạt có 63 linh mục người Việt, 55 thừa sai. Chủng viện có 15 phụ phó tế và phó tế, 24 thày bốn chức, 44 đại chủng sinh ở đường Luro (Cường Để), 93 tiểu chủng sinh ở Tân Định. Số giáo dân là 84.425.
Năm 1907, Hạt Đại diện Tông Tòa Tây Đàng Trong tiếp nhận địa bàn tỉnh Bình Thuận, Đồng Nai Thượng (Di Linh) và cao nguyên Lang Biang (Đà Lạt) từ Hạt Đại diện Tông tòa Đông Đàng Trong.
Trong hai thập niên đầu thế kỷ XX, Hạt Tông Tòa Tây Đàng Trong kiến thiết nhiều nhà thờ kiên cố như: Chí Hòa (1900), Chợ Đũi (1905), Nhà thờ thánh Phanxicô Xaviê (1902), quen gọi là Nhà thờ Cha Tam, nhà thờ thánh Jeanne d'Arc (1928), Ngã Sáu, Chợ Lớn. Nhiều nhà thờ xây từ cuối thế kỷ trước như Tân Định được mở rộng (1896), xây tháp chuông (1929); Thị Nghè (1890); nhà thờ Chợ Quán khởi công năm 1887, khánh thành năm 1896.

### Hạt Đại diện Tông tòa Sài Gòn
Ngày 3 tháng 12 năm 1924, Hạt Đại diện Tông tòa Tây Đàng Trong được đổi tên thành Hạt Đại diện Tông tòa Sài Gòn.
Ngày 8 tháng 1 năm 1938, Hạt Đại diện Tông Tòa Sài Gòn lại tách một phần đất của mình để thành lập Hạt Đại diện Tông tòa Vĩnh Long (gồm tỉnh Vĩnh Long, Bến Tre, Trà Vinh, Sa Đéc) và một phần tỉnh Cần Thơ).
Năm 1954 xảy ra cuộc di cư vào Nam, phần lớn giáo dân Công giáo di cư tìm đến định cư ở Hạt Đại diện Tông tòa Sài Gòn khiến cho số lượng giáo dân của nó tăng vọt. Năm 1957, hai tỉnh Bình Thuận và Bình Tuy được tách ra cùng với hai tỉnh Khánh Hòa và Ninh Thuận thuộc Hạt Đại diện Tông tòa Qui Nhơn để thành lập Hạt Đại diện Tông tòa Nha Trang.

### Tổng giáo phận Sài Gòn
Ngày 24 tháng 11 năm 1960, Giáo hoàng Gioan XXIII thiết lập Hàng Giáo phẩm Việt Nam với ba giáo tỉnh: Hà Nội, Huế và Sài Gòn. Hạt Đại diện Tông tòa Sài Gòn vì có vị thế quan trọng về tôn giáo lẫn chính trị ở miền Nam Việt Nam nên được nâng cấp thành Tổng giáo phận Sài Gòn ngay trong dịp này và trở thành trung tâm của Giáo tỉnh Sài Gòn.
Năm 1963, tổng giáo phận Sài Gòn đã có gần 567.455 giáo dân với 583 linh mục triều, 25 linh mục dòng, 503 nam tu, gần 2000 nữ tu với 263 giáo xứ và 284 giáo họ. Năm 1965, Tòa Thánh tách đất từ tổng giáo phận Sài Gòn để thành lập giáo phận Phú Cường và giáo phận Xuân Lộc.

### Tổng giáo phận Thành phố Hồ Chí Minh
Ngày 2 tháng 7 năm 1976, Quốc hội nước Cộng hoà Xã hội Chủ nghĩa Việt Nam đã chính thức đổi tên thành phố Sài Gòn thành Thành phố Hồ Chí Minh. Đến ngày 23 tháng 11 cùng năm, Tổng giáo phận Sài Gòn đổi tên thành Tổng giáo phận Thành phố Hồ Chí Minh (tiếng Latinh: Archidioecesis Hochiminhopolitana) theo tên hành chính mới. Tuy nhiên, nhiều người vẫn quen dùng tên gọi cũ.
Năm 2003, Toà Tổng Giám mục được đặt làm Toà Hồng y đầu tiên ở miền Nam Việt Nam.

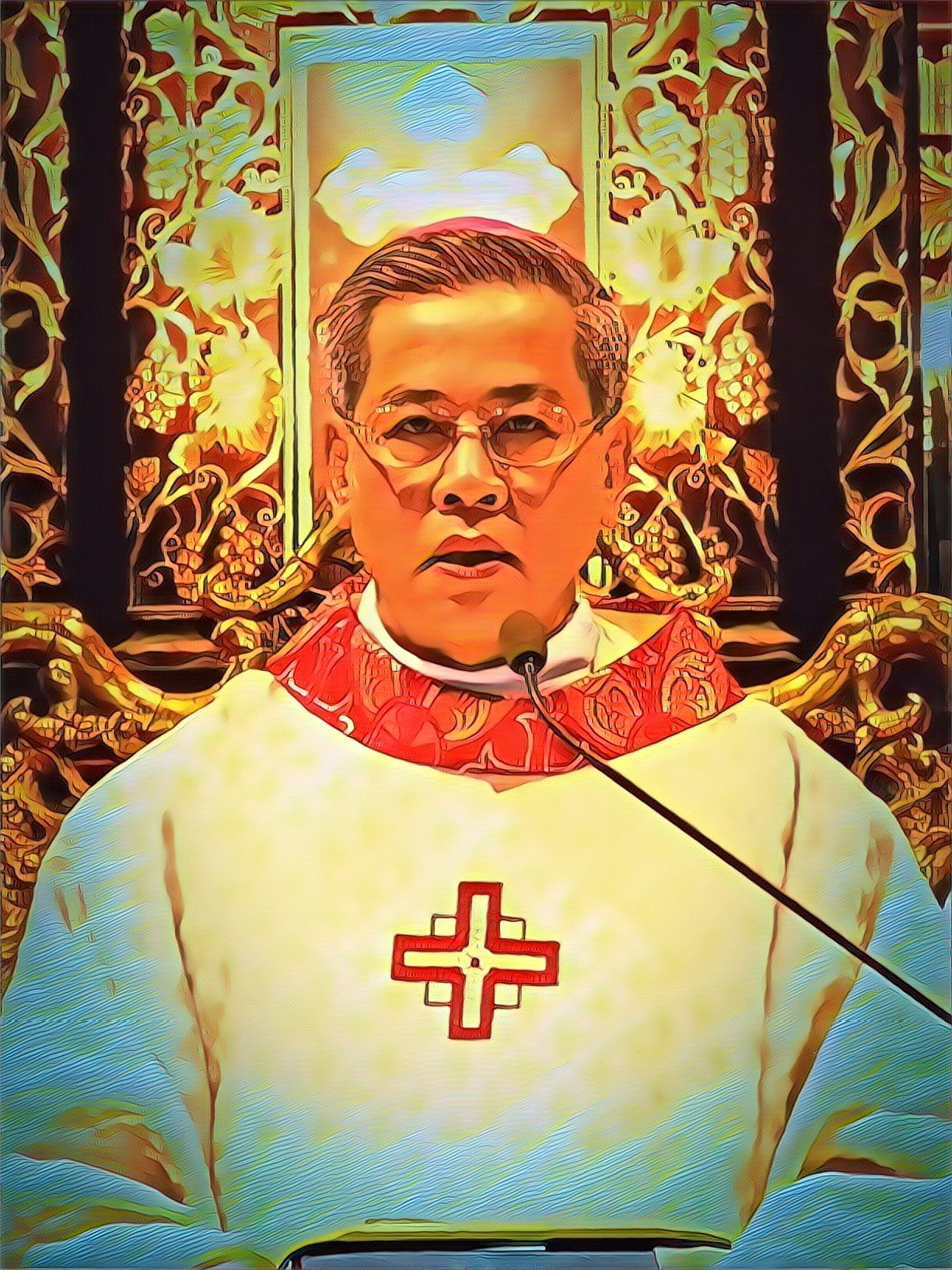
Tổng Giám mục Giuse Nguyễn Năng, Tổng giám mục đương nhiệm

## Tên gọi
Từ khi được thành lập vào năm 1844 đến nay, tổng giáo phận này trải qua các tên gọi: Hạt Đại diện Tông tòa Tây Đàng Trong (1844 – 1924) Hạt Đại diện Tông tòa Sài Gòn (1924 – 1960), rồi Tổng giáo phận Sài Gòn (từ 1960).
Hiện nay, tổng giáo phận này mang tên gọi là Tổng giáo phận Thành phố Hồ Chí Minh theo tên hành chính thành phố, trong các thông cáo, Vatican sử dụng tên gọi này. Trong các sự kiện: Bài diễn văn của Giáo hoàng Phaolô VI vào ngày 9 tháng 12 năm 1977 (với Hồng y Giuse Maria Trịnh Như Khuê, Tổng giám mục Tổng giáo phận Hà Nội và Tổng giám mục Tổng giáo phận Thành phố Hồ Chí Minh Phaolô Nguyễn Văn Bình, thông tin về sự qua đời của Tổng giám mục Nguyễn Văn Bình (1995), bổ nhiệm Tổng giám mục Giuse Nguyễn Năng (2019), Đại hội Thế Giới về Di cư và Tị nạn (2019), bổ nhiệm giám mục Giuse Bùi Công Trác (2022).
Trên thực tế, tên gọi Tổng giáo phận Sài Gòn vẫn được sử dụng trong các văn bản của giáo hội Công giáo tại Việt Nam. Ngoài ra, đôi khi tên gọi được sử dụng là Tổng giáo phận Sài Gòn – Thành phố Hồ Chí Minh. Phía tổng giáo phận vẫn không thống nhất cách sử dụng tên trong cùng một văn kiện, điển hình là trang giới thiệu về Tổng giáo phận với tiêu đề là TGP Sài Gòn TPHCM do Văn phòng TGM Tổng Giáo phận Sài Gòn-Tp. HCM soạn thảo và công bố trên trang Hội đồng Giám mục Việt Nam, nêu thông tin về việc đổi tên thành Tổng giáo phận Thành phố Hồ Chí Minh từ năm 1976 theo tên hành chính. Các chức danh giám mục quản nhiệm không thống nhất theo tên gọi Tổng giáo phận Sài Gòn hay Tổng giáo phận Thành phố Hồ Chí Minh trong cùng một bài viết này. Trong thông điệp video gửi đến các giáo lý viên Việt Nam nhân dịp 400 năm ngày sinh của Chân phước Anrê Phú Yên vào tháng 7 năm 2025, Giáo hoàng Lêô XIV đề cập Tổng giám mục Nguyễn Năng của Tổng giáo phận Sài Gòn.

## Các Thánh địa trong tổng giáo phận

### Nhà thờ chính tòa
Nhà thờ Đức Bà Sài Gòn được xây dựng từ năm 1877 đến năm 1880. Nhà thờ này được Giáo hội Công giáo thăng thành Tiểu Vương cung thánh đường năm 1959. Với việc thiết lập hàng giáo phẩm Việt Nam, với Tông sắc "Venerabilium Nostrorum" nhà thờ Đức Bà Sài Gòn được chọn làm nhà thờ chính tòa của Tổng giáo phận Sài Gòn với tên gọi chính thức là Vương Cung Thánh Đường Đức Mẹ Vô Nhiễm Nguyên Tội. Nhà thờ này tọa lạc tại số 1 Công Xã Paris, phường Sài Gòn, Thành phố Hồ Chí Minh.

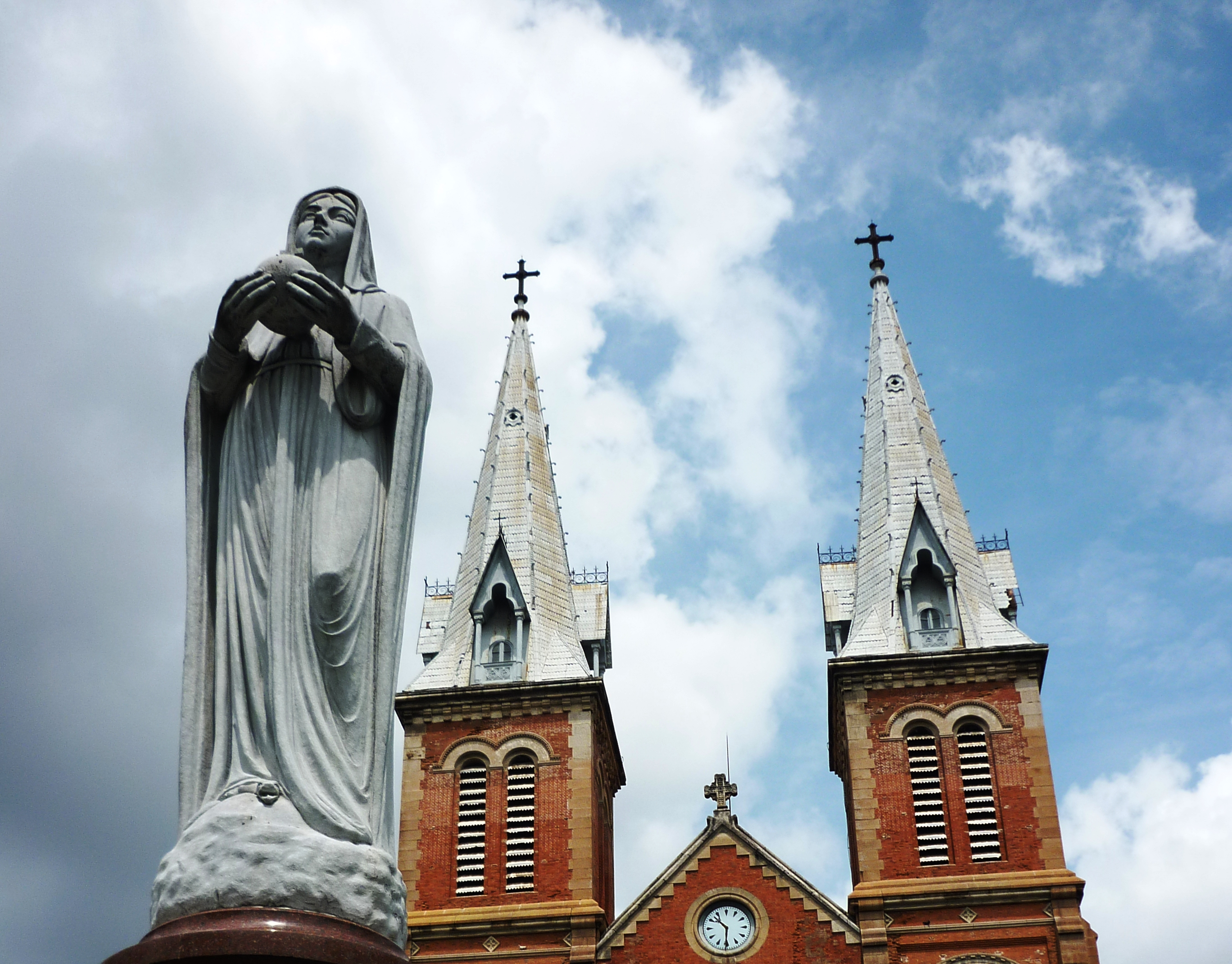
Tượng Đức Mẹ Hòa bình và hai tháp chuông nhà thờ Đức Bà.

### Tòa Tổng giám mục
Tòa Tổng giám mục Sài Gòn tọa lạc tại địa chỉ 180 Nguyễn Đình Chiểu, phường Xuân Hòa, Tp. HCM. Đây là một kiến trúc được xây dựng từ năm 1900. Ngoài đảm nhiệm vai trò văn phòng Tòa Tổng giám mục và văn khố, Tòa Tổng giám mục còn là nơi hoạt động của 11 phòng ban của Tổng giáo phận Thành phố Hồ Chí Minh.

### Trung tâm Hành hương Giáo phận
Trung tâm hành hương của Tổng giáo phận Thành phố Hồ Chí Minh là Trung tâm Hành hương Đức Mẹ Fatima Bình Triệu, tọa lạc tại địa chỉ 58 đường 5, Khu phố 2, phường Hiệp Bình.
Năm 1962, linh mục Phaolô Võ Văn Bộ mua một khu đất rộng 12,5 mẫu gần vị trí của ga Bình Triệu. Nơi đây, linh mục này mong muốn xây một trung tâm hành hương kính Đức Mẹ Fatima và cũng nhằm mục đích kỷ niệm sự kiện tượng Đức Mẹ Fatima được rước đến Việt Nam.
Ngày 15 tháng 8 năm 1966, Tổng giám mục Tổng giáo phận thời bấy giờ là Phaolô Nguyễn Văn Bình đã cử hành nghi thức làm phép tượng đài và cử hành thánh lễ đầu tiên. Từ năm 1977 trở đi, ngoài là một trung tâm hành hương, địa điểm này cũng chính thức thiết lập một giáo xứ.

### Đại Chủng viện Thánh Giuse Sài Gòn
Đại Chủng viện Thánh Giuse Sài Gòn (Saint Joseph Seminary of Saigon) thành lập từ năm 1863 bởi linh mục Wibaux đến từ Hội Thừa sai Paris. Nó tọa lạc tại số Tôn Đức Thắng, phường Sài Gòn, Thành phố Hồ Chí Minh.
Số đại chủng sinh hiện đang theo học niên khóa 2017 – 2018 tại cơ sở chủng viện này 305 chủng sinh. Nơi đây là Chủng viện chung, đào tạo chủng sinh từ ba giáo phận thuộc Giáo tỉnh Sài Gòn là Tổng giáo phận Thành phố Hồ Chí Minh, Giáo phận Phú Cường và Giáo phận Mỹ Tho.
Giám đốc Chủng viện hiện là giám mục Giuse Bùi Công Trác.

### Trung tâm Mục vụ Tổng giáo phận
Trung tâm Mục vụ Tổng giáo phận tọa lạc tại số 6 bis Tôn Đức Thắng, phường Sài Gòn, Thành phố Hồ Chí Minh.
Trước 1975, khu đất xây dựng nên trung tâm mục vụ từng được sử dụng làm Tiểu chủng viện Thánh Giuse. Sau năm 1975, Bộ Tài chánh quyết định mượn cơ sở này làm Trường Cao đẳng Tài chánh – Kế toán. Tháng 9 năm 2004, cơ sở này được trao trả lại và Giáo phận quyết định sử dụng làm Trung tâm Mục Vụ Tổng giáo phận.
Trung tâm Mục vụ là nơi tổ chức các chương trình đào tạo về Thánh kinh, Thần học, Linh đạo,.. Ngoài ra, trung tâm liên kết với các Ban Mục vụ trong giáo phận cũng như phối hợp với các Trung tâm và Học viện Mục vụ trong khu vực châu Á.

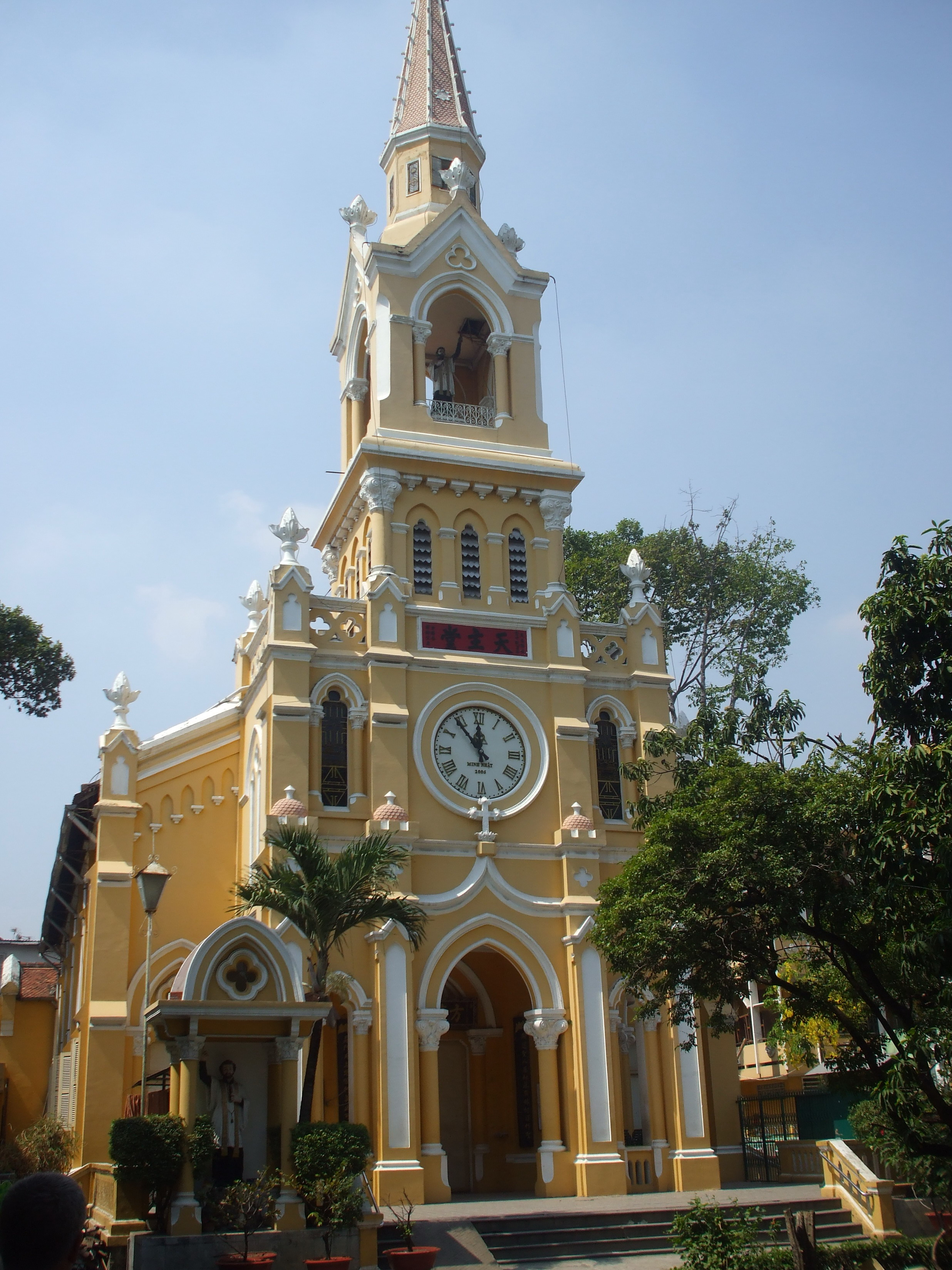
Nhà thờ Cha Tam.

### Các nhà thờ và tu viện lớn
- Nhà thờ Thánh Jeanne d'Arc, được xây dựng từ 1922 đến 1928
- Đại chủng viện Thánh Giuse Sài Gòn, được xây dựng năm 1863
- Nhà thờ Tân Định, được xây dựng từ 1870 đến 1876
- Nhà thờ Huyện Sỹ, được xây dựng từ 1902 đến 1905
- Nhà thờ Hạnh Thông Tây, được xây dựng từ 1921 đến 1924
- Tu viện Dòng Thánh Phaolô thành Chartres, Sài Gòn
- Nhà thờ Chợ Quán
- Nhà thờ Chí Hòa
- Nhà thờ Cha Tam

### Các giáo họ và giáo xứ
Địa giới giáo phận: phía bắc giáp giáo phận Phú Cường, phía nam giáp biển Đông, phía đông giáp giáo phận Xuân Lộc, phía đông nam giáp giáo phận Bà Rịa, phía tây giáp giáo phận Mỹ Tho.
Tổng giáo phận Thành phố Hồ Chí Minh được chia làm 14 giáo hạt với 203 giáo xứ. 14 giáo hạt của Tổng giáo phận gồm:
1. Bình An: 13 giáo xứ trên địa bàn các phường Chánh Hưng, Bình Đông, Phú Định, các xã Hưng Long, Bình Hưng và một phần xã Nhà Bè.
2. Chí Hòa: 17 giáo xứ trên địa bàn các phường Tân Sơn Hoà, Tân Sơn Nhất, một phần phường Tân Hòa và một phần phường Nhiêu Lộc
3. Gia Định: 13 giáo xứ trên địa bàn các phường Gia Định, Bình Lợi Trưng, Thạnh Mỹ Tây, Bình Qưới và Bình Thạnh.
4. Gò Vấp: 11 giáo xứ trên địa bàn các phường Hạnh Thông, Gò Vấp, Thông Tây Hội và một phần các phường An Nhơn và An Hội Tây.
5. Hóc Môn: 20 giáo xứ trên địa bàn các phường Đông Hưng Thuận, Trung Mỹ Tây, Tân Thới Hiệp, Thới An, An Phú Đông và các xã Hóc Môn, Bà Điểm, Xuân Thới Sơn và Đông Thạnh.
6. Phú Nhuận: 9 giáo xứ trên địa bàn các phường Đức Nhuận, Phú Nhuận và Cầu Kiệu.
7. Phú Thọ: 15 giáo xứ trên địa bàn các phường Vườn Lài, Diên Hồng, Hoà Hưng, Bình Thới, Phú Thọ, Hoà Bình, Minh Phụng, Tân Hoà, Tân Phú, Bàn Cờ và một phần phường Nhiêu Lộc
8. Sài Gòn – Chợ Quán: 17 giáo xứ trên địa bàn các phường Sài Gòn, Bến Thành, Cầu Ông Lãnh, Chợ Quán, An Đông, Chợ Lớn, Bình Tiên, Bình Tây, Bình Phú, Phú Lâm và một phần phường Xuân Hoà
9. Tân Định: 11 giáo xứ trên địa bàn các phường Tân Định, Xuân Hoà, Nhiêu Lộc và một phần phường Phú Nhuận.
10. Tân Sơn Nhì: 18 giáo xứ giáo xứ trên địa bàn các phường Bảy Hiền, Tân Bình, Tây Thạnh, Tân Sơn Nhì, Phú Thọ Hoà, Phú Thạnh, Bình Tân, Bình Hưng Hoà, Bình Trị Đông, An Lạc, Tân Tạo, các xã Vĩnh Lộc, Tân Vĩnh Lộc, Bình Lợi, Tân Nhựt và Bình Chánh.
11. Thủ Đức: 12 giáo xứ trên địa bàn các phường Hiệp Bình, Thủ Đức, Tam Bình và Linh Xuân
12. Thủ Thiêm: 17 giáo xứ trên địa bàn các phường Long Bình, Tăng Nhơn Phú, Phước Long, Long Phước, Long Trường, An Khánh, Bình Trưng và Cát Lái.
13. Xóm Chiếu: 13 giáo xứ trên địa bàn các phường Xóm Chiếu, Khánh Hội, Vĩnh Hội, Tân Mỹ, Tân Hưng, Tân Thuận, Phú Thuận, các xã Nhà Bè, Hiệp Phước, Bình Khánh, An Thới Đông, Cần Giờ và Thạnh An.
14. Xóm Mới: 15 giáo xứ trên địa bàn bắc  .

## Các đời giám mục quản nhiệm

### Danh sách
| STT                                  | Tên                                  | Thời gian quản nhiệm                 | Chức vụ |
| Hạt Đại diện Tông Tòa Tây Đàng Trong | Hạt Đại diện Tông Tòa Tây Đàng Trong | Hạt Đại diện Tông Tòa Tây Đàng Trong | Hạt Đại diện Tông Tòa Tây Đàng Trong                                                                          |
| ------------------------------------ | ------------------------------------ | ------------------------------------ | --- |
| 1 †                                  | Dominique Lefèbvre Ngãi              | 1844-1864                            | |
| 2 †                                  | Jean-Claude Miche Mịch               | 1844-1873                            | |
| 3 †                                  | Isidore-François Colombert Mỹ        | 1872-1894                            | |
| 4 †                                  | Jean-Marie Dépierre Để               | 1895-1898                            | |
| 5 †                                  | Lucien-Emile Mossard Mão             | 1898-1920                            | |
| 6 †                                  | Victor-Charles Quinton Tên           | 1912-1924                            | |
| Hạt Đại diện Tông Tòa Sài Gòn        |                                      |                                      | |
| 7 †                                  | Isidore-Marie Dumortier Đượm         | 1925-1940                            | |
| 8 †                                  | Jean Cassaigne Sanh                  | 1940-1955                            | |
| 9 †                                  | Simon Hòa Nguyễn Văn Hiền            | 1955-1960                            | Giám quản Tông Tòa                                                                                            |
| Tổng giáo phận Sài Gòn               |                                      |                                      | |
| 10 †                                 | Phaolô Nguyễn Văn Bình               | 1960-1995                            | Tổng giám mục tiên khởi của Tổng Giáo phận Sài Gòn (từ tháng 11-1976 là Tổng Giáo phận Thành phố Hồ Chí Minh) |
| 11 †                                 | Phanxicô Xaviê Trần Thanh Khâm       | 1965-1976                            | Giám mục phụ tá                                                                                               |
| 12 †                                 | Nicôla Huỳnh Văn Nghi                | 1974-1979                            | Giám mục phụ tá                                                                                               |
| 13 †                                 | Phanxicô Xaviê Nguyễn Văn Thuận      | phó 1975-1994                        | Tổng giám mục phó, hồng y                                                                                     |
| Tổng giáo phận Thành phố Hồ Chí Minh |                                      |                                      | |
| 14 †                                 | Louis Phạm Văn Nẫm                   | 1977-1999                            | Giám mục phụ tá                                                                                               |
| (12) †                               | Nicôla Huỳnh Văn Nghi                | 1995-1998                            | Giám quản Tông Tòa                                                                                            |
| 15                                   | Gioan Baotixita Phạm Minh Mẫn        | 1998-2014 2003-nay                   | Hồng y, Tổng giám mục thứ 2 của Tổng giáo phận Thành phố Hồ Chí Minh                                          |
| 16 †                                 | Giuse Vũ Duy Thống                   | 2001-2009                            | Giám mục phụ tá                                                                                               |
| 17                                   | Phêrô Nguyễn Văn Khảm                | 2008-2014                            | Giám mục phụ tá                                                                                               |
| 18 †                                 | Phaolô Bùi Văn Đọc                   | phó 2013-2014 2014-2018              | Tổng giám mục thứ 3 của Tổng Giáo phận Thành phố Hồ Chí Minh                                                  |
| 19                                   | Giuse Đỗ Mạnh Hùng                   | 2016-2019 2018-2019                  | Giám mục phụ tá Giám quản Tông Tòa                                                                            |
| 20                                   | Louis Nguyễn Anh Tuấn                | 2017-2023                            | Giám mục phụ tá                                                                                               |
| 21                                   | Giuse Nguyễn Năng                    | 2019-nay                             | Tổng giám mục thứ 4 của Tổng giáo phận Thành phố Hồ Chí Minh                                                  |
| 22                                   | Giuse Bùi Công Trác                  | 2022-nay                             | Giám mục phụ tá                                                                                               |

Ghi chú:
- : Hồng y
- : Tổng giám mục (phó)
- : Giám mục phụ tá hoặc Đại diện tông tòa
- : Giám quản tông tòa

## Thống kê
Đến năm 2020, trên toàn tổng giáo phận có 703.166 giáo dân trên dân số tổng cộng 8.531.082, chiếm 8,2%.
| Năm  | Dân số   | Dân số    | Dân số | Linh mục      | Linh mục       | Linh mục      | Linh mục                | Phó tế | Tu sĩ     | Tu sĩ    | Giáo xứ |
| Năm  | giáo dân | tổng cộng | %      | linh mục đoàn | linh mục triều | linh mục dòng | tỉ lệ giáo dân/linh mục | Phó tế | nam tu sĩ | nữ tu sĩ | Giáo xứ |
| ---- | -------- | --------- | ------ | ------------- | -------------- | ------------- | ----------------------- | ------ | --------- | -------- | ------- |
| 1949 | 115.000  | 2.500.000 | 4,6    | 138           | 135            | 3             | 833                     |        | 96        | 838      | 16      |
| 1970 | 507.753  | 2.887.943 | 17,6   | 499           | 344            | 155           | 1.017                   |        | 626       | 1.991    | 128     |
| 1979 | 389.604  | 3.500.000 | 11,1   | 414           | 370            | 44            | 941                     |        | 364       | 1.477    | 201     |
| 1999 | 524.281  | 4.989.703 | 10,5   | 442           | 273            | 169           | 1.186                   |        | 974       | 2.674    | 186     |
| 2000 | 541.302  | 5.063.871 | 10,7   | 453           | 282            | 171           | 1.194                   |        | 1.023     | 2.485    | 188     |
| 2001 | 558.577  | 5.169.449 | 10,8   | 458           | 284            | 174           | 1.219                   |        | 1.157     | 3.046    | 191     |
| 2002 | 573.343  | 5.222.100 | 11,0   | 484           | 290            | 194           | 1.184                   |        | 1.214     | 2.762    | 193     |
| 2003 | 583.209  | 5.087.365 | 11,5   | 486           | 285            | 201           | 1.200                   |        | 1.488     | 3.294    | 194     |
| 2004 | 602.478  | 5.454.298 | 11,0   | 519           | 289            | 230           | 1.160                   |        | 1.607     | 3.382    | 195     |
| 2010 | 671.229  | 6.780.217 | 9,9    | 632           | 305            | 327           | 1.062                   |        | 2.129     | 3.306    | 199     |
| 2014 | 683.988  | 7.395.078 | 9,2    | 724           | 336            | 388           | 944                     |        | 2.155     | 3.768    | 200     |
| 2017 | 697.244  | 7.844.791 | 8,9    | 961           | 345            | 616           | 725                     |        | 3.109     | 6.003    | 202     |
| 2020 | 703.166  | 8.531.082 | 8,2    | 886           | 360            | 526           | 793                     |        | 3.474     | 7.572    | 203     |

## Các hoạt động
Giáo phận là nơi tổ chức nhiều sự kiện quốc tế, quốc gia lớn có ý nghĩa quan trọng như:
- Ủy ban Thánh nhạc Hội thảo Thánh nhạc toàn quốc lần thứ 29, 30.[23][24]
- Đại hội các Giám mục châu Á lần thứ 10 diễn ra vào tuần lễ thứ ba của tháng 10 năm 2012, tại Trung tâm Mục vụ của Tổng giáo phận Thành phố Hồ Chí Minh.[25]